# Verancsics Antal
Verancsics Antal (Antun Vrančić, Antonius Wrancius Sibenicensis Dalmata) (Šibenik, 1504. május 29. – Eperjes, 1573. június 15.) királyi helytartó, római katolikus főpap, pécsi megyés püspök, diplomata, történetíró. Korának egyik legnagyobb formátumú gondolkodója volt. Pályája kezdetén rokonszenvezett a reformációval, de püspökként már határozottan ellene lépett fel. Irodalmi tevékenysége is jelentős: magasztaló költeményeket, verseket, elégiákat, szónoklatokat, leveleket írt. Levelezésben állt többek között Rotterdami Erasmusszal és Philipp Melanchthonnal is. 1530-tól kezdve dolgozott Antonio Bonfini magyar történetének folytatásán, melyből bár csak töredékek jelentek meg, anyaggyűjtéséből sok adat fennmaradt (lásd: irodalomjegyzék). A történettudomány számára értékesek utazásainak fennmaradt feljegyzései is.

## Életpályája
Anyai nagybátyja, Statileo János erdélyi püspök támogatta Verancsics neveltetését, előbb Trauban és Sebenicóban, 1514-től Magyarországon, majd a padovai egyetemen taníttatta. Itt 1526-ban magisteri fokozatot szerzett. 1530-ban óbudai préposttá és királyi titkárrá nevezte ki őt Szapolyai János. 1530 és 1539 között Szapolyai János király követe volt. Ilyen minőségében járt háromszor a boszniai pasánál, kétszer Velencében, többször a lengyel királynál, kétszer VII. Kelemen pápánál, Rómában, Párizsban, Bécsben, Londonban. 1541-ben Erdélybe költözött, de Fráter Györggyel való szembenállása miatt főképp diplomáciai megbízatásokkal csak utazgatott.
1549-ben átpártolt I. Ferdinándhoz. Ő egri kanonokká, szabolcsi főesperessé, esztergomi olvasókanonokká, majd pornói ciszterci apáttá nevezte ki. 1553-ban a pécsi püspökség élére került. 1553-1557 között I. Szulejmán szultánnál volt követ Isztambulban, Zay Ferenccel együtt. Itt felfedezte Augustus politikai végrendeletének, azaz a Res Gestae Divi Augustinak az egyik példányát.A követségből hazatérve kapta meg az egri püspökséget.
1557-1569-ig Borsod és Heves megye főispánja volt. Ekkor kezdett harcba a magyarországi reformáció ellen, Huszár Gált is bebörtönözte. 1563-ban az egri püspök valamennyi birtokát a kincstár kezelésébe adta. 1567-ben ismét Törökországba utazott a király követeként, s ott 1568-ban megkötötte a nyolc évre szóló drinápolyi békét. Verancsics Konstantinápolyban 1567. október 7-én a békealkudozásról írt levelében így írt:
„a budai pasa a török hódoltság és magyar király birtokai között határúl: Szolnok, Eger, Hatvan, Fülek, Vygles, Léva, Esztergom s Csóka-kőtől a Rigna folyóig terjedő vonalat jelölte ki, ugy, hogy a mi e határvonalon belől, az ő hatalmukban van a jászokkal és kúnokkal együtt, az átalában az övék legyen, s jövőben a magyar királynak ne adózzék, s hivatkozott a pasa a szultán azon könyvére, melybe Magyarország minden hódoltsági várai, városai s falui le vannak irva. E tervnek a porta már elébb tettleg is érvényt szerzett, megparancsolván a szomszéd bégheknek, hogy a közös jobbágyok feletti hatóság gyakorlásától a magyarokat tiltsák el, s az egriek borainak, a jászok és kúnok faluiban eladását, s a Rinyán tuli jobbágyok által a magyar részre adózás és szolgálatok teljesitését meg ne engedjék.”
1569-ben az esztergomi érsekség élére helyezték, ezzel egyidejűleg ő lett Esztergom vármegye főispánja. 1572 júniusától haláláig töltötte be a királyi helytartói tisztséget. Bíborosi kinevezését követően tíz nappal meghalt, a nagyszombati Szent Miklós-székesegyházban van eltemetve.

## Emlékezete

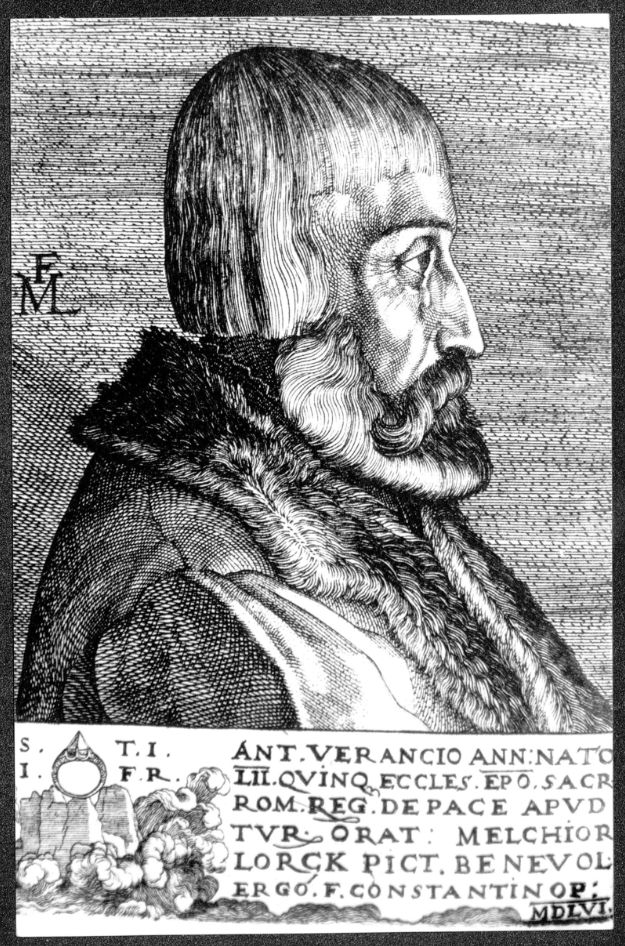
Verancsics Antal 1556-ban

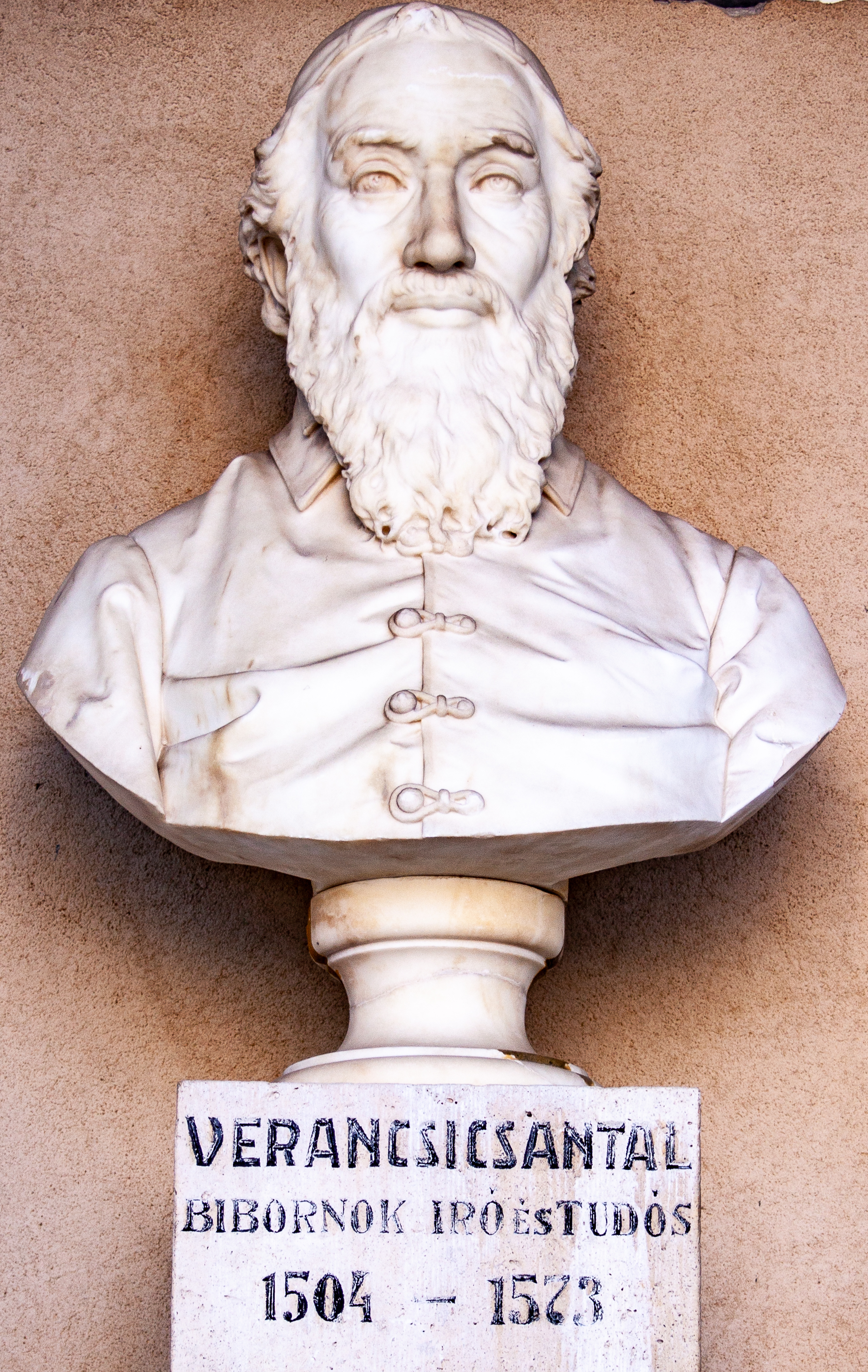
Mellszobra a szegedi Dóm téren

- A szülővárosában ma gimnázium működik a nevével: Verancsics Antal Gimnázium.
- 2023 Eperjes, emléktábla

## Művei, szövegkiadások
- Eredeti két magyar krónika. Minő veszedelem érte a' mohácsi ütközet után Magyar országot. Írták Bornemissza Tamás, Verantz Antal; bev., jegyz., sajtó alá rend. Podhradczky József; Trattner-Károlyi Ny., Pest, 1833
- Verancsics Antal összes munkái, 1-12.; sajtó alá rend. Szalay László, Wenzel Gusztáv; Akadémia, Pest, 1857–1875 (Magyar történelmi emlékek 2. oszt. Írók)
  - Történelmi dolgozatok deák nyelven; közli Szalay László; Pest, 1857
  - Történelmi dolgozatok magyar nyelven; közli Szalay László; Pest, 1857
  - Első portai követség, 1553–1554; közli Szalay László; Pest, 1858
  - Első portai követség, 1555–1557; közli Szalay László; Pest, 1859
  - Második portai követség, 1567–1568; közli Szalay László; Pest, 1860
  - Vegyes levelek, 1538–1549; közli Szalay László; Pest, 1860
  - Vegyes levelek, 1549–1559; közli Szalay László; Pest, 1865
  - Vegyes levelek, 1559–1562; közli Szalay László, Wenzel Gusztáv; Pest, 1868
  - Vegyes levelek, 1563–1569; közli Szalay László, Wenzel Gusztáv; Pest, 1870
  - Vegyes levelek, 1569–1571; közli Wenzel Gusztáv; Pest, 1871
  - Vegyes levelek, 1572–1573; közli Wenzel Gusztáv; Bp., 1873
  - Pótlékok s név- és tárgymutató a tizenkét kötethez; közli Szalay László, Wenzel Gusztáv; Bp., 1875
- Expeditionis Solymani in Moldaviam et Transsylvaniam libri duo. De situ Transsylvaniae, Moldaviae et Transalpinae liber tertius; szerk. Eperjessy Kálmán; Egyetemi Ny., Bp., 1944 (Bibliotheca scriptorum medii recentisque aevorum)
- 1504–1566, memoria rerum. A Magyarországon legutóbbi László király fiának legutóbbi Lajos királynak születése óta esett dolgok emlékezete. Verancsics-évkönyv; sajtó alá rend., utószó, jegyz. Bessenyei József; Magyar Helikon, Bp., 1981 (Bibliotheca historica)